# コロッケ!3 グラニュー王国の謎
『コロッケ!3 グラニュー王国の謎』（コロッケ3 グラニューおうこくのなぞ）とは2003年12月11日にコナミから発売されたゲームボーイアドバンス専用の対戦型格闘ゲームである。

## 概要
漫画『コロッケ!』のゲーム化作品。本作品も前作『闇のバンクとバン女王』に続いてオリジナルのストーリーを展開している。

## システムの変更点
- プレイヤーキャラをタロとの対戦だけで強化できる修行モードが追加された。
- 4人対戦が可能となった。
- 味方、敵の両方とも2人のチームバトルが可能となった。
- フィールド上を歩き回るのを制限するガマンメーターが追加された。
- 5ケタの数字を入力することで隠し要素を開放できるパスワードモードが追加された。

## ストーリー
幾多の冒険を潜り抜けてきたコロッケたち。彼らは今、タロの計らいでバカンスを楽しむべく南の楽園「パプリカ島」へ向かう船の上にいた。
しかし、楽しいバカンスもつかの間、謎の一団「チャンプルー騎士団」に襲われるコロッケたち。島の伝説をめぐる巨大な陰謀の影が忍び寄る。謎の戦士「サーロイン」に導かれ、魔王復活を阻止するため、コロッケたちは立ち上がる。

## 登場キャラクター
コロッケ
ウスター
リゾット
プリンプリン
フォンドヴォー
T-ボーン
キャベツ
ダイフクー
ポー
タロ
アンチョビ
グラニュー島に隠された禁貨を得るべく、キンピラ、プラムと手を組み魔王ゴーヤを復活させようとする。本作品では通常形態で戦い、必殺技を使うことで黒マントの男→究極体に変身できる。最終決戦ではゴーヤと組んで戦う。
アブラミー
2周目以降に登場。本作品ではコロッケ一行とは出会わない。
バーグ
コロッケの父親。ストーリーモードに登場しない対戦モード専用キャラ。通常のプレイでは使用不可能。ワールドホビーフェアで配信されたが、後にGC版「コロッケ!バン王の危機を救え」との通信で使用可能になった。

### オリジナルキャラクター
詳細はコロッケ!#ゲームオリジナルキャラクターを参照。
サーロイン
プラム
キンピラ
メレンゲ
ゴーヤ
ゴーヤの騎士

## 地名
ココナッツ村
パプリカ島唯一の村。本作品の拠点となる。
シナモンの森
ゲームの序盤で最初に立ち寄るジャングル。
カプチーノ海岸
島の南端に広がる海岸。
メイプル洞窟
島の長老、メレンゲが住む洞窟。
ジェラード山
魔王ゴーヤが封印された祭壇に続く山。